# Japans fodboldlandshold
Japans fodboldlandshold er det nationale fodboldhold i Japan. Det administreres af fodboldforbundet JFA.
Holdet spillede sin første kamp i 1917 mod Kina, men gjorde sig først internationalt bemærket ved Sommer-OL 1968, hvor det vandt bronzemedaljer. Japan havde det dog svært på landsholdsniveau, da landet ikke havde en professionel fodboldliga. Den blev først oprettet i 1993 efter flere årtier med manglende VM-kvalifikation. J. League, som den hedder, skulle dels profilere sporten i Japan, dels styrke landsholdet.
Japan kvalificerede sig til VM 1998, men slutrunden blev en skuffelse for holdet, som tabte alle tre kampe i gruppespillet. Fire år senere var Japan sammen med Sydkorea værtsnation ved VM 2002. Denne gang lykkedes det holdet at kvalificere sig til ottendedelsfinalerne efter sejr over Rusland og Tunesien. Her blev Japan dog slået af de senere bronzevindere fra Tyrkiet.
I 2006 røg Japan endnu en gang ud efter det indledende gruppespil; holdet tabte 1-3 til Australien og 1-4 til Brasilien og spillede uafgjort 0-0 med Kroatien. Samme år overtog Takeshi Okada trænerstillingen fra brasilianske Zico.
Japans landshold har haft større succes ved AFC Asian Cup. Det har i alt vundet turneringen tre gange, senest i 2004.

## VM-resultater
| VM   | Resultat                                           |
| ---- | -------------------------------------------------- |
| 1930 | Ikke inviteret                                     |
| 1934 | Deltog ikke i kvalifikationen                      |
| 1938 | Træk sig fra kvalifikationen                       |
| 1950 | Deltog ikke i kvalifikationen                      |
| 1954 | Slået ud i kvalifikationen                         |
| 1958 | Deltog ikke i kvalifikationen                      |
| 1962 | Slået ud i kvalifikationen                         |
| 1966 | Deltog ikke i kvalifikationen                      |
| 1970 | Slået ud i kvalifikationen                         |
| 1974 | Slået ud i kvalifikationen                         |
| 1978 | Slået ud i kvalifikationen                         |
| 1982 | Slået ud i kvalifikationen                         |
| 1986 | Slået ud i kvalifikationen                         |
| 1990 | Slået ud i kvalifikationen                         |
| 1994 | Slået ud i kvalifikationen                         |
| 1998 | Kvalificeret til VM, slået ud i gruppespillet      |
| 2002 | Kvalificeret til VM, slået ud i ottendedelsfinalen |
| 2006 | Kvalificeret til VM, slået ud i gruppespillet      |
| 2010 | Kvalificeret til VM, slået ud i ottendedelsfinalen |
| 2014 | Kvalificeret til VM, slået ud i gruppespillet      |
| 2018 | Kvalificeret til VM, slået ud i ottendedelsfinalen |

## Ekstern henvisning
- Fodboldforbundets officielle hjemmeside

- Japans fodboldlandsholdsspillere

| Fodbold | Spire Denne artikel om et fodboldlandshold er en spire som bør udbygges. Du er velkommen til at hjælpe Wikipedia ved at udvide den. |

|  | Infoboks uden skabelon Denne artikel har en infoboks dannet af en tabel eller tilsvarende. |